# Carcharhinus cautus
Carcharhinus cautus és una espècie de peix de la família dels carcarínids i de l'ordre dels carcariniformes.

## Morfologia
Els mascles poden assolir els 150 cm de longitud total.

## Distribució geogràfica
Es troba al sud de Nova Guinea, Salomó i el nord d'Austràlia (incloent-hi Austràlia Occidental).